# Reichsführer-SS
Reichsführer-SS (szó szerinti fordításban SS „birodalmi vezető” vagy vezértábornagy), a Schutzstaffel (SS) parancsnokának hivatalos rangja volt.  A Reichsführer-SS 1925 és 1933 között az egyik, 1934 és 1945 között pedig a legmagasabb SS-rang volt. A leghíresebb viselője Heinrich Himmler volt.

## A cím
A Reichsführer-SS egyszerre volt cím és rang. A Reichsführer címet először 1926-ban az SS második parancsnoka, Joseph Berchtold hozta létre.Julius Schreck, az SS alapítója,  Berchtold elődje soha nem nevezte magát Reichsführernek, a címet azonban a későbbi években visszamenőleg használták rá. 1929-ben Heinrich Himmler Reichsführer-SS lett, és a szokásos Obergruppenführer titulus helyett a címén emlegette magát. Ettől fogva az SS parancsnokát Reichsführer-SS-nek nevezzék.
A Hosszú Kések Éjszakája előtt az SS a Sturmabteilung (SA) elit alakulata volt, és a Reichsführer-SS az SA operatív vezetőjének, a Stabschefnek volt alárendelve. 1934. július 20-án az SA megtisztításának részeként az SS-t a náci párt önálló ágává tették, amely csak Hitlernek volt felelős. Ettől kezdve a Reichsführer-SS cím az SS legmagasabb rangjává vált.  A titulus a Wehrmachtban használt Generalfeldmarschall (vezértábornagy) megfelelője volt a német hadseregben.   Ahogy Himmler pozíciója és tekintélye nőtt a náci Németországban, úgy nőtt rangja is „de facto” értelemben. A Reichsführer-SS 1934-ben Himmer személyes rangja lett, melyet 1945 áprilisáig viselt.

## Lista
Összesen öten viselték a Reichsführer-SS címet  fennállásának húsz éve alatt.
| #  | Portré | Parancsnok                   | Hivatal kezdete   | Hivatal vége      | Hivatali idő     | Párt  | Párt |
| -- | ------ | ---------------------------- | ----------------- | ----------------- | ---------------- | ----- | ---- |
| 1. |        | Julius Schreck (1898–1936)   | 1925. április 4.  | 1926. április 15. | 1 év és 11 nap   | NSDAP |      |
| 2. |        | Joseph Berchtold (1897-1962) | 1926. április 15. | 1927. március 1.  | 320 nap          | NSDAP |      |
| 3. |        | Erhard Heiden (1901-1933)    | 1927. március 1.  | 1929. január 6.   | 1 év és 311 nap  | NSDAP |      |
| 4. |        | Heinrich Himmler (1900-1945) | 1929. január 6.   | 1945. április 29. | 16 év és 113 nap | NSDAP |      |
| 5. |        | Karl Hanke (1903-1945)       | 1945. április 29. | 1945. május 8.    | 9 nap            | NSDAP |      |

## Helyettesek listája
| #                                       | Portré | Parancsnok                                         | Hivatal kezdete  | Hivatal vége    | Hivatali idő     | Parancsnok       | Párt  | Párt |
| --------------------------------------- | ------ | -------------------------------------------------- | ---------------- | --------------- | ---------------- | ---------------- | ----- | ---- |
| 1.                                      |        | SS-Oberführer Heinrich Himmler (1900-1945)         | 1927. szeptember | 1929. január 6. | 1 év és 4 hónap  | Erhard Heiden    | NSDAP |      |
| Üres 1929. január 6. – 1936. június 17. |        |                                                    |                  |                 |                  |                  |       |      |
| 2.                                      |        | SS-Obergruppenführer Reinhard Heydrich (1904-1942) | 1936. június 17. | 1942. június 4. | 5 év és 11 hónap | Heinrich Himmler | NSDAP |      |

## Fordítás
Ez a szócikk részben vagy egészben  a   Reichsführer-SS című angol Wikipédia-szócikk ezen változatának fordításán alapul.  Az eredeti cikk szerkesztőit annak laptörténete sorolja fel. Ez a jelzés csupán a megfogalmazás eredetét és a szerzői jogokat jelzi, nem szolgál a cikkben szereplő információk forrásmegjelöléseként.